# Nimbostratus
Nimbostratusi (ns) so nizki in srednje visoki oblaki iz vode in ledu. So siva, pogosto temna popolnoma sklenjena oblačna plast. Iz nimbostratusa padajo neprekinjene padavine. Poleti prinašajo dež, pozimi pa sneg. Nimbostratus povsem zakriva Sonce in ne povzroča pojava halo.

## Nastanek nimbostratusa
Nastajajo tedaj, ko se plast altostratusa spušča in debeli; iz njih prično padati padavine. Pod njimi se tedaj, ko se spuščajo, pojavljajo raztrgane krpe oblakov, ki so prav tako sive barve in jih imenujemo fraktostratusi in fraktokumulusi. Debeli so lahko do 3000 m; nad njimi so navadno altostratusi; nad temi pa cirostratusi.